# Alf Ross
Alf Niels Christian Ross (født 10. juni 1899 i København, død 17. august 1979 i Virum) var en dansk jurist (dr.jur. et phil) og retsfilosof. Han var søn af Johanne og Frederik Hansen-Ross og gift med den radikale politiker Else-Merete Ross, født Else-Merete Helweg-Larsen, med hvem han fik børnene Strange, Lone og Ulrik.

## Akademisk karriere
Ross blev student fra Vestre Borgerdydskole (i dag Københavns åbne Gymnasium) i 1917 og cand.jur. i 1922 fra Københavns Universitet. Han var tilknyttet Det Juridiske Fakultet ved Københavns Universitet fra 1935 til 1969.
Fra 1923-1926 foretog Ross en række studierejser og studerede i Wien under den østrigske retsfilosof Hans Kelsen. Ross adopterede Kelsens positivistiske videnskabssyn og indleverede i oktober 1926 disputatsen Læren om Retskilderne til bedømmelse for den juridiske doktorgrad ved Københavns Universitet, men afhandlingen afvistes af bedømmelsesudvalget, hvor naturretsjuristen Frederik Vinding Kruse spillede en central rolle. I bedømmelsesudvalget deltog udover professor Vinding Kruse professor Knud Berlin og professor Viggo Bentzon. Man indkaldte desuden votum fra professor i filosofi Jørgen Jørgensen. Dommen var enstemmig imod antagelse af disputatsen til forsvar, og de fire professorer er ualmindelig skarpe og nedladende i deres bedømmelser af Ross som umoden, eftersnakkende og decideret uforståelig.
Problemet for Ross i denne sammenhæng var muligvis, at han valgte at tage sit emne op for tidligt. Han ville forsøge at medvirke til en omdefinering af retsvidenskaben, at stå i spidsen for et paradigmeskift, der allerede var på vej i det øvrige Europa. Men han gjorde det i en tid, hvor det endnu ikke var muligt at få fuldstændigt og selvstændigt overblik over de moderne tanker, og dette har utvivlsomt været medvirkende til hans fiasko over for de "gamle" professorer.
Afhandlingen godkendtes til den filosofiske doktorgrad ved universitetet i Uppsala. Ross erhvervede den juridiske doktorgrad i 1934 på afhandlingen Virkelighed og Gyldighed i Retslæren.
Ross blev docent i 1935 ved Københavns Universitet og var professor samme sted fra 1938 til 1969. Som universitetslærer havde Ross ansvaret for folkeret indtil 1950, hvor han overtog almindelig retslære. I 1958 overtog Ross statsretten, som han havde ansvaret for indtil 1969.

## Ross' filosofi
Ross' grundlæggende filosofiske projekt var en videnskabeliggørelse af juraen og en adskillelse af ret og moral. Ross afviste naturretsteoriens tanker om, at der findes retsregler og -normer, som er gyldige uafhængigt af menneskelig beslutninger og konventioner.
Et af de mest omdiskuterede elementer i Ross' filosofi er den såkaldte prognoseteori. Prognoseteorien prætenderer at forudsige gældende ret som en funktion af en eller flere regler, der vil blive lagt til grund af dommeren i en hypotetisk retssag.

## Efter universitetstiden
Efter sin pensionering i 1969 helligede Ross sig forfatterskabet inden for områder, hvor han kun i begrænset omfang havde gjort sig gældende. Specielt emner inden for strafferetten blev behandlet i en lang række artikler og bøgerne Skyld, ansvar og straf. (1970) og Forbrydelse og Straf 1974.
I dag fremstår Alf Ross som en af det 20. århundredes største danske retsvidenskabelige tænkere; hans analytiske metode og brede akademiske spænd gør, at hans værker og tanker stadig har en stor indflydelse på videnskaben.

## Kort bibliografi
- Theorie der Rechtsquellen, 1926
- Kritik der sogenannten praktischen Erkenntnis, 1933
- Virkelighed og gyldighed i Retslæren, 1934 (doktordisputats)
- Ejendomsret og Ejendomsovergang, 1935
- Lærebog i Folkeret, 1942
- Hvorfor Demokrati?, 1946
- "Tû-Tû" i Festskrift til Henry Ussing, 1951
- Om ret og retfærdighed, 1953
- On Law and Justice, 1959
- Dansk Statsforfatningsret 1959-1960
- Skyld, ansvar og straf, 1970
- Analytiske og reformatoriske bidrag til kriminalrettens almindelige del, Arnold Busck 1974, 322 sider. Anmeldt af Knud Waaben i UfR 1975 B, s.1-26: Almindelige ansvarsbegreber i strafferetten
- Ret som teknik, kunst og videnskab (Webside ikke længere tilgængelig), 1999. Udvalgte tekster ved Isi Foighel, Hans Gammeltoft-Hansen og Henrik Zahle.

En fuldstændig bibliografi fås ved at sammenstille Jens Søndergårds "Fortegnelse over professor dr.jur. et phil. Alf Ross' værker" i Festskrift til Alf Ross, 1969 med sammes opdatering i UfR 1979 B, s.189-193.